# Garrett Wilson (Footballspieler)
Garrett Wilson (geboren am 22. Juli 2000 in Austin, Texas) ist ein US-amerikanischer American-Football-Spieler auf der Position des Wide Receivers. Er spielte College Football für die Ohio State Buckeyes in NCAA Division I Football Bowl Subdivision (FBS). Im NFL Draft 2022 wurde er in der ersten Runde von den New York Jets ausgewählt.

## Frühe Jahre und College
Wilson besuchte die Lake Travis High School in Austin, Texas. Dort konnte er 204 Pässe für 3.359 Yards und 55 Touchdowns fangen. Außerdem nahm er am All-American Bowl 2019 teil und entschied sich, College Football für die Ohio State Buckeyes der Ohio State University zu spielen.
Als Freshman spielte er 2019 in allen 14 Spielen und konnte dort 30 Pässe für 432 Yards und fünf Touchdowns fangen. Mit den Buckeyes konnte er das Big Ten Championship Game gewinnen und so die College Football Playoffs erreichen. Allerdings verloren die Buckeyes den Fiesta Bowl mit 23:29 gegen die Clemson Tigers. 2020 konnte er mit den Buckeyes in der verkürzten Saison wieder die Big Ten gewinnen und die Playoffs erreichen. Im Halbfinale traf man im Sugar Bowl wieder auf Clemson. Dieses Mal konnten die Buckeyes mit 49:28 gewinnen und sich somit für das College Football Playoff National Championship Game qualifizieren. Jedoch verlor man deutlich mit 24:52 gegen Alabama. In der gesamten Saison konnte Wilson in acht Spielen 43 Pässe für 723 Yards und sechs Touchdowns fangen. Dabei wurde er zum erst zweiten Spieler in der Geschichte der Buckeyes, welcher in vier aufeinanderfolgenden Spielen Pässe für mindestens 100 Yards Raumgewinn fangen konnte. 2021 ging er wieder als Starter in die Saison. In der Saison konnte er 70 Pässe für 1.058 Yards und zwölf Touchdowns fangen. Am 27. Dezember 2021 meldete er sich für den NFL Draft 2022 an und verzichtete auf den Rose Bowl gegen Utah.

### Statistiken
| Saison                       | Team       | Spiele | Passspiel | Passspiel | Passspiel | Passspiel | Laufspiel | Laufspiel | Laufspiel | Laufspiel |
| Saison                       | Team       | Spiele | Rec       | Yds       | Avg       | TD        | Att       | Yds       | Avg       | TD        |
| ---------------------------- | ---------- | ------ | --------- | --------- | --------- | --------- | --------- | --------- | --------- | --------- |
| 2019                         | Ohio State | 14     | 30        | 432       | 14,4      | 5         | 0         | 0         | 0,0       | 0         |
| 2020                         | Ohio State | 8      | 43        | 723       | 16,8      | 6         | 2         | 67        | 33,5      | 0         |
| 2021                         | Ohio State | 11     | 70        | 1.058     | 15,1      | 12        | 4         | 76        | 19,0      | 1         |
| Karriere                     | Karriere   | 33     | 143       | 2.213     | 15,5      | 23        | 6         | 143       | 23,8      | 1         |
| Quelle: sports-reference.com |            |        |           |           |           |           |           |           |           |           |

## NFL
Im NFL Draft 2022 wurde Wilson als insgesamt zehnter Spieler von den New York Jets ausgewählt. Am 9. Februar 2023 erhielt Wilson die Auszeichnung von der Associated Press als NFL Offensive Rookie of the Year.

### NFL-Statistiken
| Saison                             | Team          | Spiele | Spiele | Receiving | Receiving | Receiving | Receiving | Receiving | Fumbles | Fumbles |
| Saison                             | Team          | GP     | GS     | Rec       | Yds       | Avg       | Lng       | TD        | Fum     | Lost    |
| ---------------------------------- | ------------- | ------ | ------ | --------- | --------- | --------- | --------- | --------- | ------- | ------- |
| 2022                               | New York Jets | 17     | 12     | 83        | 1.103     | 13,3      | 60        | 4         | 2       | 1       |
| 2023                               | New York Jets | 17     | 17     | 95        | 1.042     | 11,0      | 68        | 3         | 2       | 2       |
| 2024                               | New York Jets | 17     | 17     | 101       | 1.104     | 10,9      | 42        | 7         | 2       | 2       |
| Total                              | Total         | 51     | 46     | 279       | 3.249     | 11,6      | 68        | 14        | 6       | 5       |
| Quelle: pro-football-reference.com |               |        |        |           |           |           |           |           |         |         |